# Martin Suchý
Martin Suchý (Bratislava, 2 december 1982) is een Slowaaks voetballer die als verdediger voor onder andere AGOVV Apeldoorn speelde.

## Carrière
Martin Suchý speelde in de jeugd van FC Petržalka en FK Rapid Bratislava. Van 2001 tot 2006 was hij actief voor Slovan Bratislava, waarna hij naar Tsjechië vertrok om bij FK SIAD Most te spelen. In 2008 was hij transfervrij en liep hij stage bij RBC Roosendaal. Deze stage leverde niets op, maar een volgende bij AGOVV Apeldoorn wel. Hij speelde in het seizoen 2008/09 tien wedstrijden voor AGOVV. Hierna keerde hij terug naar Tsjechië.